# Isaac Pereire
Isaac Rodrigue Pereire (Bordeus 25 de novembre de 1806 - castell d'Armainvilliers 12 de juliol de 1880) fou un empresari i polític francès, diputat al Corps Législatif pels Pirineus Orientals durant el Segon Imperi Francès.

## Biografia
Era fill de Jacob Rodrigues Pereira, jueu portuguès sefardita, nascut a Peniche (Portugal), qui es va instal·lar a França en 1741 i treballà com a intèrpret de Lluís XV. En 1824 es casà amb la seva cosina, Rachel Rodrigues-Henriques (1805-1874), filla d'Isaac Rodrigues-Henriques i germana d'Olinde Rodrigues. Fill seu fou Eugène Pereire.
Pertanyia a un corrent de pensament saintsimoniana fins al 1831, que transformà el seu pensament en tecnocràtic modern. Participà amb el seu germà Jacob Pereire en operacions immobiliàries lligades a la modernització de París dirigida pel prefecte Haussmann. En 1835 va fundar amb el seu germà la Companyia del Ferrocarril de París a Saint-Germain, amb la participació del banquer d'Eichtal i el suport de James de Rothschild. El 1837 va construir el ferrocarril de Bordeu a Baiona
En 1852 va fundar amb el seu germà el Crédit mobilier que concedia crèdit a llarg termini als industrials. En 1853 adquiriren l'establiment termal de Vichy i en 1854 invertiren en la societat austríaca de ferrocarrils. També participaren en les asseguradores « La Confiance » i « La Paternelle ». També s'interessaren en les hulleres de la vila de L'Hôpital a Mosel·la que s'estenia a les comunes de L'Hôpital, Saint-Avold, Macheren, Petit-Ebersviller, Hombourg i Freyming. En 1859 crearen la Societat Hullera de Saint-Avold i L'Hôpital.
En 1861 crearen la Compagnie Générale Maritime, encarregada de transports marítims que fou reanomenada Compagnie générale transatlantique ("CGT", « La Transat » a França i "French Line" a l'estranger) que fins a 1975 fou una de les dues principals companyies de transport marítim. També va finançar el primer vol de Clément Ader.
De 1863 a 1867 fou Conseller del Consell General dels Pirineus Orientals. L'1 de juny de 1863 fou elegit diputat al Corps Législatif pel departament dels Pirineus Orientals mentre que el seu germà Émile ho era per la 3a circumscripció de la Gironda derrotant el comte de Lur-Saluces. Segué al costat de la majoria dinàstica fins a 1869, quan fou reelegit per al departament de l'Aude.

## Publicacions
- Leçons sur l'industrie et les finances prononcées à la salle de l'Athénée, suivies d'un projet de banque (1832) (BNF Base Gallica)
- Rôle de la Banque de France et organisation du crédit en France (1864)
- Budget de 1877 (1877)
- Question financière (1877)
- La réforme de l'impôt (1877)
- La Question des chemins de fer (1879) (BNF Base Gallica)
- La question religieuse (1879)
- Politique financière (1879)